# Мандела (стадион)
Национальный стадион Мандела (англ. Mandela National Stadium), ранее Намбуле (англ. Namboole Stadium) — многоцелевой стадион в Уганде. Назван в честь бывшего президента Южной Африки, борца против апартеида Нельсона Манделы. Рекорд посещаемости стадиона — 50 000 человек — был установлен в 2004 году на футбольном матче между национальными футбольными командами Уганды и Южной Африки. 

## Расположение
Стадион расположен на холме Намбул в районе Бвейогерере муниципалитета Кира, в угандийском районе Вакисо. Национальный стадион находится примерно в 10 км к востоку от центра Кампалы — столицы и крупнейшего города Уганды.

## Обзор
Национальный стадион Мандела в основном используется для проведения футбольных матчей, иногда на территории стадиона проходят соревнования по лёгкой атлетике. Вместимость стадиона — 45 202 человека.  «Мандела» — домашний стадион для национальной футбольной команды Уганды.
В 2015 году комитет парламента Уганды заключил, что стадион находится на грани финансового коллапса, поскольку на протяжении более чем десяти лет страдал от «бессмысленных злоупотреблений»; в общей сложности за этот период комплекс понёс убытки в общей сложности на сумму 3,6 миллиарда угандийских шиллингов. Прибыльное управление стадионом в рамках Государственно-частного партнерства остается сложной задачей.

## История
Стадион построен на грант Китайской Народной Республики (КНР) в размере 36 000 000 долларов США. Первоначально он назывался «Намбуле» (так называется холм, на котором он был построен). Теперь официальное название стадиона — Национальный стадион Мандела. «Мандела» был открыт в 1997 году, на торжественной церемонии открытия  присутствовал Лаки Дубе—южноафриканский исполнитель регги.  В 2010 и 2011 гг. стадион был реконструирован; вновь на деньги КНР, на этот раз в общем размере 2,8 млн долларов США.